# Малая Слободка (Одесская область)
Малая Слободка (укр. Мала Слобідка) — село, относится к Кодымскому району Одесской области Украины.
Население по переписи 2001 года составляло 581 человек. Почтовый индекс — 66051. Телефонный код — 4867. Занимает площадь 3,92 км².

## История
В 1945 г. Указом Президиума ВС УССР село Слободзея переименовано в Малая Слободка.

## Местный совет
66051, Одесская обл., Кодымский р-н, с. Малая Слободка